# Misiunea Ortodoxă Română din Transnistria
Misiunea Ortodoxă Română în Transnistria este o structură canonică a Bisericii Ortodoxe Române. Denumirea actuală este de Episcopia Ortodoxă a Dubăsarilor și a toată Transnistria și este parte componentă a Mitropoliei Basarabiei.Este înregistrată de Guvernul Republicii Moldova.

## Perioada celui de-al doilea război mondial
În perioada celuii de-al doilea război mondial Patriarhia Română a desfășurat o lucrare misionară ortodoxă în interfluviul Nistru-Bug. Acest teritoriu plasat temporar sub administrația civilă română , având o suprafață totală de 29 733 km² și o populație de 2 326 266 de locuitori, a fost condus de Guvernământul Transnistriei și organizat în 13 județe (Ananiev, Balta, Berezovca, Dubăsari, Golta, Jugastrului, Movilău, Oceacov, Odesa, Ovidiopol, Râbnița, Tiraspol, Tulcin) cuprinzând 64 de raioane și 2 municipii (Odesa și Tiraspol) cu 15 comune urbane, 18 suburbane și 1 363 de comune rurale pentru cele 2 568 de sate și 72 de cătune din întreaga provincie.  
În luna septembrie 1941 aici și-au desfășurat activitatea mai multe echipe de misionari, veniți din toată Țara: echipa Arhiepiscopiei Chișinăului în frunte cu părintele Teodor Rudiev, cea a Episcopiei Hușilor în frunte cu Episcopul Grigorie Leu, iar cea a Mitropoliei Sibiului și Făgărașului în frunte cu Mitropolitul Nicolae Colan. Începând cu luna octombrie 1941 în Transnistria au venit și alte echipe de preoți și monahi misionari, între aceștia mulți din Episcopia Hotinului, Arhiepiscopia Chișinăului și Mitropolia Olteniei. Alți ierarhi care au efectuat vizite canonice în cuprinsul Misiunii Ortodoxe Române din Transnistria au fost: Mitropolitul Ardealului Nicolae Bălan, Mitropolitul Olteniei Nifon, Mitropolitul Basarabiei Efrem Enăchescu, Episcopul Oradei Nicolae, Episcopul Cetății Albe-Ismail Policarp Morușca și Episcopul Armatei Partenie Ciopron. 
Misiunea Ortodoxă Română din Transnistria a fost înființată la 15 august 1942, având sediul la Tiraspol, iar din octombrie 1942 – la Odesa. Misiunea a cuprins inițial 13 protopopiate de județ și una a municipiului Odesa. Cele 14 protopopiate cuprindeau 64 de subprotopopiate. Inițial Misiunea a fost condusă de arhimandritul Iuliu Scriban, profesor la Facultatea de Teologie Ortodoxă a Universității din București, asistat de arhimandritul Antim Nica în calitate de vicar. Arhimandritul Iuliu Scriban a fost înlocuit la 6 noiembrie 1942 de Mitropolitul Visarion Puiu.
În 1943, provincia a fost organizată din punct de vedere administrativ-canonic în trei noi eparhii ortodoxe și anume:
1. Balta, în nord,
2. Odesa, în sud, și
3. Tulcin în centru.

Aceste eparhii au fost conduse de doi ierarhi și un locțiitor de episcop. Cancelaria Misiunii era compusă din 27 persoane, printre care și un director, 3 consilieri mitropolitani, 2 inspectori bisericești, un revizor și 4 șefi de servicii (administrativ, arhitectură, cultural și economico-financiar). Arhimandritul Antim Nica, cel de-al treilea conducător al Misiunii, odată cu demisia Mitropolitului Visarion Puiu. Unul martorii acelor timpuri descria sarcina care îi revenea Patriarhiei Române astfel: „..Situația era următoarea: Biserica ortodoxă rusă ca instituție desființată, înalta ierarhie bisericească inexistentă, preotul înlăturat complet din viața satului, religia refugiată în familie sau în suflete.”   „Momentul istoric actual oferă Bisericii ortodoxe române un prilej unic pentru a face cunoscut, prin faptă și cuvânt, idealul creștin și a răspândi învățătura evangheliei în lumea comunistă de până ieri. (...) Problema care se pune acum (...) e îndepărtarea comunismului din suflete. Iar întrebarea pe care trebuie să și-o pună conducerea Bisericii Ortodoxe Române e următoarea: ce punem noi în loc?” 
După 23 de ani de putere sovietică, în Transnistria mai funcționa doar o singură biserică, în raza cimitirului nr. 2 din Odesa, avându-l ca paroh pe preotul de origine română Vasile Braga. Nici un ierarh ortodox nu exercita jurisdicție canonică în teritoriu. Din cele 891 de biserici ortodoxe parohiale sau mănăstirești care funcționau în provincie în 1917,  fuseseră demolate 258, altele 269 fuseseră distruse parțial, iar 363 fuseseră transformate în clădiri cu destinație profană (depozite, cluburi, centre de agitație comunistă etc). Nici una din cele 13 mănăstiri și schituri de până la 1917 nu mai funcționa în 1942. 
În primul an de activitate a Misiunii Ortodoxe Române din Transnistria au fost redeschise 12 mănăstiri și schituri și anume: 1) Fântâna Mare (Bolșoi Fontan), 2) Sfântul Patelimon, 3) Sfântul Arhanghel Mihail, 4) Sfânta Înviere, 5) Sfântul Andrei și 6) Sfânta Cruce din municipiul Odesa, 7) Sfântul Antonie (Osipovca) și 8) Sfântul Mihail (Coșnița, Dubăsari din județul Dubăsari, 9) Sfânta Treime, 10) Păsățel și 11) Berșad din județul Balta și 12) Șargorod din județul Movilău.
Mitropolitul Visarion Puiu a înființat în provincie două așezăminte de învățământ bisericesc și anume: Seminarul Teologic Ortodox din Odesa, cu predare în limba rusă, și Seminarul Teologic Ortodox din Dubăsari, cu predare în limba română. Seminarul din Odesa l-a avut ca director pe protoiereul Teodosie Bogaci, fost director al Seminarului Teologic Ortodox din Ismail, iar cel de la Dubăsari – pe preotul Grigore Cristescu, fost profesor de teologie din București. În unele localități au fost organizate cursuri preoțești. În cadrul Universității din Odesa a fost înființată o Catedră de Teologie Ortodoxă, avându-l în frunte pe arhimandritul Iuliu Scriban, primul șef al Misiunii Ortodoxe Române din Transnistria. La Facultatea de Teologie Ortodoxă a Universității din Cernăuți au fost deschise grupe cu predarea în limbile ucraineană și rusă pentru pregătirea unei noi generații de preoți originari din Transnistria. Cu sprijinul Societății Ortodoxe a Femeilor Române a fost înființat la Odesa un Liceu Ortodox, condus de principesa Alexandrina Cantacuzino. În discursul său de rămas bun, din 26 ianuarie 1944, Gheorghe Alexianu avea să menționeze acest fapt cu recunoștință. Religia, devenită materie obligatorie în școlile publice, a fost predată, în afară de preoți, și de peste 200 de profesori de religie care au urmat la Odesa cursuri pregătitoare organizate de Misiune cu participarea unor profesori universitari din interiorul României.
Mitropolitul Visarion Puiu a continuat opera arhimandritului Iulian Scriban de reconstrucție a lăcașelor de cult ortodoxe din provincie. Situația din 1 noiembrie 1943 era: 474 de biserici reparate, sfințite și redate cultului (dintre acestea 22 de biserici parohiale și 3 mănăstirești doar în municipiul Odesa), 118 biserici în curs de reparație, 41 de biserici noi în construcție, 119 paraclise în funcțiune și 16 paraclise în curs de amenajare. Doar 258 de biserici mai rămâneau către 1 noiembrie 1943 în ruină, dar ele intrau în atenția administrației centrale a Misiunii pentru a fi reconstruite pe parcursul anului 1944. Întrucât vechea catedrală episcopală din Odesa fusese distrusă de sovietici, guvernatorul civil al Transnistriei George Alexianu a anunțat un concurs pentru arhitecții din România în vederea construirii unei catedrale mitropolitane, ctitorie a Regelui Mihai I. 
Numărul deservenților de cult ortodocși din Transnistria era în ianuarie 1943: 737 de deservenți (dintre care 451 localnici și 276 detașați de la diverse eparhii din interiorul României). Dintre aceștia 461 erau preoți parohi (dintre care 196 localnici și 265 detașați), 23 – diaconi (dintre care 18 localnici și 5 detașați) și 253 –  cântăreți (dintre care 237 localnici și 16 detașați).  Majoritatea deservenților de cult detașați proveneau din cele trei eparhii ale Mitropoliei Basarabiei (250 de preoți, 50 de ieromonahi și 15 cântăreți), fiind în mare parte cunoscători ai limbilor română, rusă sau ucraineană. Majoritatea preoților localnici, peste 150, erau întorși din lagărele sovietice. Mulți dintre acești preoți au urmat cursuri preoțești de 6 luni la centrul eparhial din Chișinău.
Mitropolitul Visarion Puiu a înființat la Odesa o Tipografie bisericească, în care au văzut lumina tiparului revistele bilingve româno-ruse Foaia de zidire sufletească, Revista pentru copii, Transnistria creștină, Foaia Duminicală și Viața creștină, peste 60 de mii de exemplare de cărți de rugăciune în limba rusă și peste 10 mii de exemplare în limba română, manualele Istoria Noului și Vechiului Testament, Istoria Bisericii, manuale de religie pentru cursurile obligatorii din toate școlile primare, Cântările Sfintei Liturghii, calendare bisericești, tablouri instructive și diverse broșuri cu caracter religios. Au fost înființate ateliere pentru confecționarea obiectelor de cult necesare bisericilor din provincie, de la veșminte preoțești și vase liturgice, la clopote, candelabre și iconostase. Misiunea a mai organizat o farmacie și un ambulatoriu și 12 cantine sociale.

## Reactivarea
Mitropolitul Basarabiei, Petru Păduraru, în calitatea sa de Exarh al Plaiurilor a decis reactivarea Misiunii Ortodoxe Române din Transnistria, la 25 noiembrie 2004. Actul de reactivare are următorul cuprins: 
"Noi, PETRU, prin harul lui Dumnezeu Arhiepiscop al Chișinăului, Mitropolit al Basarabiei și Exarh al Plaiurilor, Președinte al Sinodului Mitropoliei Basarabiei, în numele Sfintei și celei de o ființă și nedespărțitei Treimi: a Tatălui și a Fiului, și a Sfântului Duh, ținând cont de vechimea creștinismului ortodox la frații noștri români de dincolo de Nistru, care de la începuturile Mitropoliei Moldovei și Sucevei s-au aflat sute de ani sub părinteasca ei oblăduire, iar în alte timpuri și sub oblăduirea Episcopiei Hușilor și a Mitropoliei Brăilei, reacrivăm astăzi, 25 noiembrie 2004, vechea Misiune Ortodoxă Română din Transnistria, cu titulatura canonică de Episcopia Ortodoxă a Dubăsarilor și a toată Transnistria, ca parte componentă a Mitropoliei Basarabiei reactivate la 14 septembrie 1992 și înregistrate la Serviciul de Stat pentru problemele Cultelor de pe lângă Guvernul Republicii Moldova prin ordinul nr. 1651 din 30 iulie, anul 2002. 
(...)  
Binecuvântăm și aprobăm Statutul Episcopiei Ortodoxe a Dubăsarilor și a toată Transnistria, Statut care va fi prezentat autorității competente a Republicii Moldova în vederea înregistrării Episcopiei și obținerii de personalitate juridică conform legilor țării. 
Rânduim ca Episcopia Ortodoxă a Dubăsarilor și a toată Transnistria să folosească, potrivit tradiției heraldice a Bisericii noastre, stema istorică a Misiunii Ortodoxe Române din Transnistria, care a funcționat până în anul 1944. Confirmăm, de asemenea, dreptul Episcopiei Ortodoxe a Dubăsarilor și a toată Transnistria de a-și reactiva și înregistra în ordinea stabilită vechile sale structuri și așezăminte, spre binele fraților noștri ortodocși, clerici și mireni, de pe acele Plaiuri binecuvântate ale Moldovei de la Nistru."
Autoritățile guvernamentale ale Republicii Moldova au înregistrat oficial Episcopia Ortodoxă a Dubăsarilor și a toată Transnistria, ca eparhie istorică sufragană a Mitropoliei Basarabiei, eliberându-i în acest sens un certificat prin care i se atestă personalitatea juridică moldoveană.